# Кравченко Олександр Васильович
Кравченко Олександр Васильович (нар. 27 червня 1962, Ромни,Сумська обл.) ― український історик, культуролог, кандидат історичних наук (1988), доктор культурології (2012), професор кафедри культурології та медіакомунікацій Харківської державної академії культури.

## Біографія
Олександр Васильович народився 27 червня 1962 року у місті Ромни Сумської області. Навчався у Харківському державному університеті імені О. М. Горького. У 1984 закінчив навчання та отримав кваліфікацію «Історик, викладач історії та суспільствознавства» і у цьому ж році розпочав трудову діяльність вчителем історії та суспільствознавства в середній школі № 1 міста Люботин Харківської області. Вступив до аспірантури університету, у 1988 році захистив кандидатську дисертацію за темою «Югославсько-радянське співробітництво у галузі культури (1955—1985)» та отримав науковий ступінь кандидата історичних наук. Викладацьку діяльність розпочав у Харківському державному інституті культури у 1987 році. У 1987—1993 роках — старший викладач кафедри теорії та історії культурно-просвітницької роботи. У 1993—2012 роках — доцент кафедри історії та теорії культури. У 1993—2009 роках — декан факультету культурології ХДАК. У 2005—2011 роках — докторант кафедри культурології. У 2014–2023 роках — декан факультету культурології. У 2012 році захистив докторську дисертацію за темою «Культурна політика України: культурологічні аспекти концептуалізації та репрезентації». Присуджений науковий ступінь доктора культурології за спеціальністю 26.00.04 — Українська культура. У 2013 році присвоєно вчене звання професора кафедри культурології та медіа-комунікацій. Сфера наукових інтересів науковця: історіографія та методологія культурології, теорія та практика культурної політики, етнокультурологія, соціальна та культурна антропологія.
Під науковим керівництвом О. В. Кравченка захищені кандидатські дисертації: Хассан М. Х. Бані Мустафа (2002), Германова де Діас Е. В. (2004), Веліулаєва Е. І. (2012), Черкасова Н. О. (2019).
У 1994—1995 роках науковець брав участь у розробці одного з варіантів концепції національної культурної політики України та державній програмі «Культура, просвітництво, дозвілля». У 2000 році долучився до створення проєкту регіональної програми «Харківщина ― 2010». О. В. Кравченко з 2012 по 2014 роки очолював ГО «Східний інститут українознавства імені Ковальських» у Харкові. Брав участь в організації конкурсів студентських наукових праць на здобуття премії імені Ковальських та кількох міжнародних конференцій. У 2009 році виступав з доповіддю «Державна культурна політика і її регіональні стратегії в сучасній Україні» на всеукраїнському семінарі-нараді, що був організований Міністерством культури й туризму України на базі Харківського обласного центру народної творчості.
З 1995 року по 2015 рік науковець був експертом науково-методичної комісії з культури, мистецтва та туризму департаменту ліцензування та акредитації МОН України. Бере участь у роботі спеціалізованої ради Д 64.807.01 ХДАК з правом прийняття до захисту докторських (кандидатських) дисертацій зі спеціальностей 26.00.01- теорія та історія культури та 26.00.04 — українська культура. Є експертом комісії з культурології та мистецтвознавства департаменту атестації кадрів вищої кваліфікації МОН України. Є членом науково-методичної комісії з розробки освітніх стандартів з гуманітарних наук та богослов'я (підкомісія «Культурологія») сектору вищої освіти Науково-методичної ради МОН України. Входив до складу редакційної колегії міжнародного історико-культурологічного збірника «Схід-Захід» Канадського інституту українських студій, наукової збірки «Культура України» (ХДАК) та електронного спеціалізованого наукового видання «Таврійські студії». Є членом редколегії наукового журналу «Наукові записки НаУКМА. Історія та теорія культури».

## Науковий доробок
- Гаврюшенко А. А. История художественной культуры: учеб. пособие / А. А. Гаврюшенко, А. В. Кравченко ; Харьк. гос. ин-т культуры. — Харьков: ХГИК, 1992. — 275 с. — ISBN 5-7707-1004-7
- Шейко В. М. Історія художньої культури. Первісність. Стародавній світ: підручник / В. М. Шейко, О. А. Гаврюшенко, О. В. Кравченко ; Харків. держ. акад. культури. — Харків: ХДАК, 1999. — 209 с.
- Шейко В. М. Історія художньої культури. Середньовіччя. Відродження : підручник / В. М. Шейко, О. А. Гаврюшенко, О. В. Кравченко ; Харків. держ. акад. культури. — Харків: ХДАК, 2001. — 189 с.
- Шейко В. М. Історія художньої культури. Візантія. Арабо-мусульманський світ. Китай. Японія: підруч. для студ. вищ. навч. закл. мистецтва і культури / В. М. Шейко, О. А. Гаврюшенко, О. В. Кравченко ; Харків. держ. акад. культури. — Харків: ХДАК, 2001. — 181 с.
- Шейко В. М. Історія художньої культури. Західна Європа XIX—XX ст: підруч. для студ. вищ. навч. закл. мистецтва і культури / В. М. Шейко, О. А. Гаврюшенко, О. В. Кравченко ; Харків. держ. акад. культури. — Харків: ХДАК, 2001. — 205 с.
- Кравченко О. В. Внесок Д. І. Багалія у вивчення історії благодійності на Харківщині / Кравченко О. В. // Багаліївські читання в НУА: прогр. і матеріали VI Багаліїв. читань, 5 листоп. 2004 р. / Народна укр. академія ; [редкол.: В. І. Астахова та ін.]. — Харків: НУА, 2004. — Ч. 6 : Історія Харківщини у працях і оцінка Д. І. Багалія. — С. 43–46.
- Шейко В. М. Історія світової культури : навч. посіб. / В. М. Шейко, О. А. Гаврюшенко, О. В. Кравченко ; наук. ред. В. М. Шейко. — Київ: Кондор, 2006. — 407 с.
- Кравченко О. В. Державна культурна політика в Україні: дискурс влади / О. В. Кравченко // Українська культура: минуле, сучасне, шляхи розвитку. — Рівне, 2009. — Т. 2, вип. 15. — С. 79–84.
- Кравченко О. В. Державна культурна політика та її регіональні стратегії в Україні часів незалежності / О. В. Кравченко // Сучасні тенденції культури та державна і регіональна культурна політика. — Харків, 2009. — С. 9–13.
- Кравченко О. В. Апперцепція культури як атрибутивного концепту культурної політики / О. В. Кравченко // Культура і сучасність: альманах / М-во культури і мистец. України, Держ. акад. кер. кадрів культури і мистец. — Київ: Міленіум, 2011. — № 1. — С. 127—132.
- Кравченко О. В. Дрейф етнічності та культурна регіоналістика в сучасній Україні: методологічні аспекти / О. В. Кравченко // Культурна політика у контексті етнокультурного різноманіття України. — Київ, 2011. — С. 268—271.
- Кравченко О. В. Культурна політика України в парадигмах сучасності: теоретико-методологічні аспекти культурологічної інтерпретації: монографія. — Харків: ХДАК, 2011. — 302 с.
- Кравченко О. В. Наукова культурологія в Україні / О. В. Кравченко // Культура України: зб. наук. пр. / М-во культури України, Харк. держ. акад. культури, [Акад. мистец. України, Ін-т культурології ; редкол.: В. М. Шейко (відп. ред.) та ін.] ; за заг. ред. В. М. Шейка. — Харків: ХДАК, 2013. — Вип. 41. — С. 13–21.
- Кравченко О. В. Схід як чинник української національно-культурної ідентифікації / О. В. Кравченко // Культура України: зб. наук. пр. ― Харків: ХДАК, 2014. — Вип. 46. — С. 15–24.
- Кравченко О. В. Культурологія в пострадянському освітньому дискурсі / О. В. Кравченко // Дриновський збірник / Харків. нац. ун-т ім. В. Н. Каразіна, Центр болгаристики та балкан. дослідж. ім. Марина Дринова [та ін.]. — Софія ; Харків, 2018. — Т. 11. — С. 440—449.
- Кравченко О. В. Ідентифікація української культурології у контексті ідеї постмодерну // Сучасна культурологія: постмодернізм у логіці розвитку української гуманістики: колект. монографія / за заг. ред. Ю. С. Сабадаш ; М-во освіти і науки України, Маріупол. держ. ун-т. Київ, 2021. С. 7–35.
- Aleksandrova M. Modern trends of Ukrainian cultural traditions and their transformation / M. Aleksandrova, H. Kovalova, T. Bosenko, O. Kravchenko // Ad Alta-Journal of Interdisciplinary research. — 2022. — Vol. 12, iss. 2. — P. 25–29.